# Rhacophorus nigropunctatus
Espèce
Synonymes
- Polypedates nigropunctatus (Liu, Hu & Yang, 1962)

Statut de conservation UICN

 NT : Quasi menacé
Rhacophorus nigropunctatus est une espèce d'amphibiens de la famille des Rhacophoridae.

## Répartition et habitat
Cette espèce est endémique de République populaire de Chine. Elle présente une aire de répartition très dispersée. Elle se rencontre entre 600 et 2 100 m d'altitude, :
- dans la province d'Anhui dans le xian de Yuexi ;
- dans la province du Guizhou dans les xians de Weining et de Leishan ;
- dans la province du Hunan dans les xians de Chengbu et de Sangzhi ;
- dans la province du Yunnan dans les xians de Pingbian et de Longling.

Elle vit en bordure de forêt, dans les prairies arbustives, dans les rizières et près des cours d'eau.

## Publication originale
- Liu, Hu & Yang, 1962 : A preliminary report of Amphibia from western Kweichow. Acta Zoologica Sinica, vol. 14, p. 381-392.